# Tignes
Tignes è un comune francese di 2.016 abitanti situato nel dipartimento della Savoia della regione Alvernia-Rodano-Alpi (Auvergne-Rhône-Alpes).

## Caratteristiche

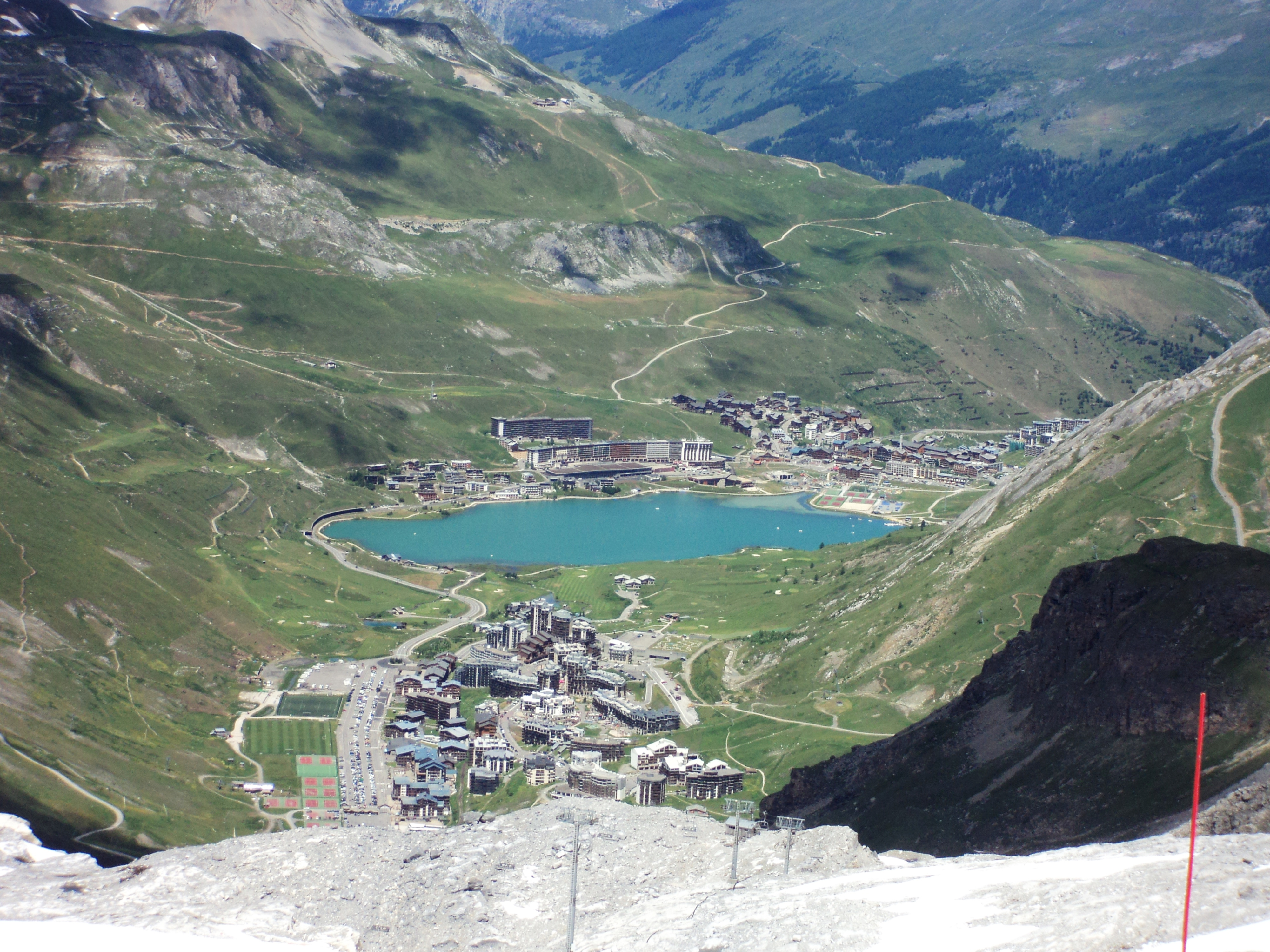
La stazione turistica costruita intorno al lago.

Si trova al termine della valle omonima ai piedi della montagna Grande Motte (3.653 m).
Tignes è anche uno dei comuni più alti d'Europa, il centro abitato culmina a oltre 2150 metri, nonché una stazione sciistica di fama mondiale che con la vicina Val-d'Isère forma l'Espace Killy, grande comprensorio sciistico in onore al campione di sci Jean-Claude Killy originario di Val d'Isère.

## Storia
Prima della seconda guerra mondiale il villaggio di Tignes era del tutto sconosciuto e si trovava dove in seguito fu costruito il Barrage du Chevril. Dal 1956 cominciò a nascere la stazione turistica attorno al lago naturale di Tignes.

## Società

### Evoluzione demografica
Abitanti censiti

## Geografia antropica
Tigne è dislocato in diversi agglomerati:
- Tignes le vieux: villaggio storico scomparso con la costruzione del Barrage du Chevril.
- Tignes Val Claret - 2.127 m
- Tignes le Lac - 2.100 m
- Tignes le Lavachet - 2.100 m
- Tignes les Boisses - 1.850 m
- Tignes les Brévières - 1.550 m
- La Reculaz - 1.850 m
- Le Franchet - 1.922 m
- Le Villaret du nial - 1.800 m
- Le Chevril à 1.800 m
- Le Villaret des Brévières

## Economia

### Turismo
La principale fonte turistica di Tignes è lo sci alpino, fa parte di uno dei comprensori sciistici più grandi ed attrezzati al mondo ed ogni anno vengono organizzate manifestazioni di livello internazionale. Il ghiacciaio sciabile della Grande Motte, punto culmine del comprensorio sciistico, è aperto 4 stagioni all'anno con delle brevi interruzioni a maggio e a settembre. Questo fa di Tignes una meta ambita da sportivi e turisti anche d'estate, poiché, data la scarsità di ghiacciai sciabili in estate sulle Alpi, molti sci club da tutta Europa vengono a Tignes per allenarsi. Attualmente l'Espace Killy possiede un parco impianti tra i più moderni e performanti al mondo.